# Aviron aux Jeux olympiques de la jeunesse de 2010
Navigation
Édition suivante
L' aviron aux jeux olympiques de la jeunesse d'été de 2010 a eu lieu au Marina Reservoir à Singapour du 15 au 18 août. Les courses sont disputées sur une ligne droite sur 1 000 m. 

## Programme des compétitions
| Date                  | Tour         |
| --------------------- | ------------ |
| Dimanche 15 août 2010 | Séries       |
| Lundi 16 août 2010    | Repêchages   |
| Mardi 17 août 2010    | Demi-finales |
| Mercredi 18 août 2010 | Finales      |

### Finales
Tous les temps sont dans le fuseau horaire Chinese Standard Time (UTC+8)
| Date    | Jour     | Heure de départ | Détails       |
| ------- | -------- | --------------- | ------------- |
| 18 août | Mercredi | 11:20           | Skiff filles  |
| 18 août | Mercredi | 11:30           | Skiff hommes  |
| 18 août | Mercredi | 11:40           | Paire filles  |
| 18 août | Mercredi | 11:50           | Paire garçons |

## Médailles

### Tableau des médailles
| Rang  | Nation      | Or | Argent | Bronze | Total |
| ----- | ----------- | -- | ------ | ------ | ----- |
| 1     | Allemagne   | 1  | 1      | 0      | 2     |
| 2     | Royaume-Uni | 1  | 0      | 0      | 1     |
| 2     | Lituanie    | 1  | 0      | 0      | 1     |
| 2     | Slovénie    | 1  | 0      | 0      | 1     |
| 5     | Australie   | 0  | 1      | 1      | 2     |
| 5     | Grèce       | 0  | 1      | 1      | 2     |
| 7     | Ukraine     | 0  | 1      | 0      | 1     |
| 8     | France      | 0  | 0      | 1      | 1     |
| 8     | Roumanie    | 0  | 0      | 1      | 1     |
| Total | Total       | 4  | 4      | 4      | 12    |

### Compétitions

#### Garçons
| Édition                | Or                        | Argent                                   | Bronze                      |
| ---------------------- | ------------------------- | ---------------------------------------- | --------------------------- |
| Skiff garçons          | Rolandas Maščinskas       | Felix Bach                               | Ioan Prundeanu              |
| Deux en pointe garçons | Jure Grace Grega Domanjko | Michalis Nastopoulos Apostolos Lampridis | Matthew Cochran David Watts |

#### Filles
| Édition                | Or                                   | Argent                       | Bronze                          |
| ---------------------- | ------------------------------------ | ---------------------------- | ------------------------------- |
| Skiff filles           | Judith Sievers                       | Nataliia Kovalova            | Noémie Kober                    |
| Deux en pointes filles | Georgia Howard-Merrill Fiona Gammond | Emma Basher Olympia Aldersey | Eleni Diamanti Lydia Ntalamagka |